# メン・アイ・トラスト
メン・アイ・トラスト（Men I Trust）は、 ケベック州モントリオール出身のカナダのインディーポップバンドである。 2014年に結成されたバンドは、ベーシストのJessy Caron、マルチインストゥルメンタリストでプロデューサーのDragos Chiriac、リードボーカリストでギタリストのEmmanuelle Proulxで構成されている。 グループは初期の作品をセルフリリースしたのち、カナダのインディーズレーベル Return To Analogで楽曲をリリースしている。

## キャリア
Men I Trustは、ラヴァル大学の音楽学部で再会した高校時代の友人である、Jessy CaronとDragos Chiriacによって2014年に設立された。  彼らは2014年にセルフタイトルのEPをリリースした後、モントリオール・ジャズ・フェスティバル、ケベック・シティ・サマー・フェスティバル、M for Montrealに出演。 2015年にはアルバム「Headroom」をリリースした。  その後、2016年3月に歌手兼ギタリストのEmma Proulxがバンドに加入。   中国ツアーを行い、 深圳 、 北京 、 上海で演奏を行った。  2017年、Men I Trustはシングル「I Hope to Be Around」をミュージックビデオとともにリリース。  2018年にはシングル「Show Me How」を自主制作のミュージックビデオと共にリリースした   。2018年、バンドは北米ツアーを実施。  バンドは2019年4月14日と同月21日にコーチェラ・フェスティバル に出演した 。また、2019年8月3日にロラパルーザへも出演した 。 
バンドは2016年から2019年にかけて、12枚のシングルをリリース。それらの楽曲のうち8曲はセルフリメイクされ、2019年９月13日発売のアルバム「Oncle Jazz」に収録された 。音楽誌ビルボードのライター、Nick Fultonとの会話の中で、バンドはケベックの田舎の緑豊かで孤独な環境が、アルバムのサウンドを形成する上で影響を与えたと述べ、「家の外では散歩をしたり音楽について考えたりする以外に何もすることがない」とヴォーカルでギタリストのEmma Proulxは語った。 

## 音楽性
NPRはMen I Trustをエレクトロポップバンドであると紹介し、  Our Culture Magはインディーズバンドであると表現 、オンライン音楽誌The Faderはバンドのスタイルをドリームポップと表現している。 

## バンドメンバー
- ジェシー・キャロン（Jessy Caron） - ベース、ギター[14] [3]
- ドラゴス・キリアック（Dragos Chiriac） - キーボード、プロデュース
- エマニュエル・プルー（Emmanuelle Proulx） - ヴォーカル、ギター
  - 「Bernache」というソロプロジェクトでも活動している[6]。

## ディスコグラフィー

### アルバム
| 題名                 | アルバム詳細                                                                                  |
| -------------------- | --------------------------------------------------------------------------------------------- |
| Men I Trust          | - リリース：2014年5月28日 - フォーマット： レコード、 デジタルダウンロード 、 ストリーミング  |
| Headroom             | - リリース：2015年6月30日 - フォーマット：レコード、デジタルダウンロード、ストリーミング      |
| Oncle Jazz           | - リリース：2019年5月28日 - フォーマット：レコード、CD 、デジタルダウンロード、ストリーミング |
| Forever Live Session | - リリース：2020年7月9日 - フォーマット：レコード、CD、デジタルダウンロード、ストリーミング   |
| Untourable Album     | - リリース：2021年8月25日 - フォーマット：レコード、CD、デジタルダウンロード、ストリーミング  |
| Equus Asinus         | - リリース：2025年3月19日 - フォーマット：レコード、デジタルダウンロード、ストリーミング      |
| Equus Caballus       | - リリース：2025年5月6日 - フォーマット：デジタルダウンロード、ストリーミング                 |

### シングル
| 題名                           | 年     | 収録アルバム |
| ------------------------------ | ------ | ------------ |
| Humming Man                    | 2016年 | なし         |
| Lauren                         | 2016年 | なし         |
| Plain View                     | 2016年 | なし         |
| You Deserve This               | 2017年 | Oncle Jazz   |
| Tailwhip                       | 2017年 | Oncle Jazz   |
| I Hope To Be Around            | 2017年 | Oncle Jazz   |
| Show Me How                    | 2018年 | Oncle Jazz   |
| Seven                          | 2018年 | Oncle Jazz   |
| Say, Can You Hear              | 2018年 | Oncle Jazz   |
| Numb                           | 2019年 | Oncle Jazz   |
| Norton Commander (All We Need) | 2019年 | Oncle Jazz   |

## 来日公演
- 2023年 Japan Tour 2023 
4月25日 Zepp 羽田 (サポートアクト mei ehara)
4月25日 UMEDA CLUB QUATTRO  (サポートアクト LIGHTERS)
- 2026年 Equus Japan Tour 2026 (サポートアクト Mei Semones)
1月20日 Zepp Namba (大阪)
1月21日 Diamond Hall (名古屋)
1月22日 東京ガーデンシアター